# Радовичівський заказник
Радовичівський — ландшафтний заказник місцевого значення. Об'єкт розташований на території Ковельського району Волинської області, на схід від села Радовичі, між селами Літин і Грушівка.
Площа — 33 га, статус отримано у 1993 році згідно з розпорядженням Волинської обласної ради від 03.03.1993 року № 18-р. Перебуває у віданні Ковельського надлісництва філії «Поліський лісовий офіс» державного підприємства «Ліси України», Радовичівське л-во, кв. 22, вид. 1, 25.
Статус надано з метою охорони та збереження у природному стані дубово-соснових й березових лісових насаджень віком близько 120 років. У підліску зростають [горобина звичайна], граб звичайний, крушина ламка. У трав'яному покриві трапляються лікарські рослини, зокрема плавун булавоподібний, регіонально рідкісний хвощ великий та вид, занесений у Червону книгу України – підсніжник білосніжний. 
У заказнику налічується 15 видів парнокопитних та хижих ссавців, низка видів ряду горобцеподібних птахів. Тетерук та орябок занесені у Червону книгу України та у додаток 3 Бернської конвенції.

## Галерея

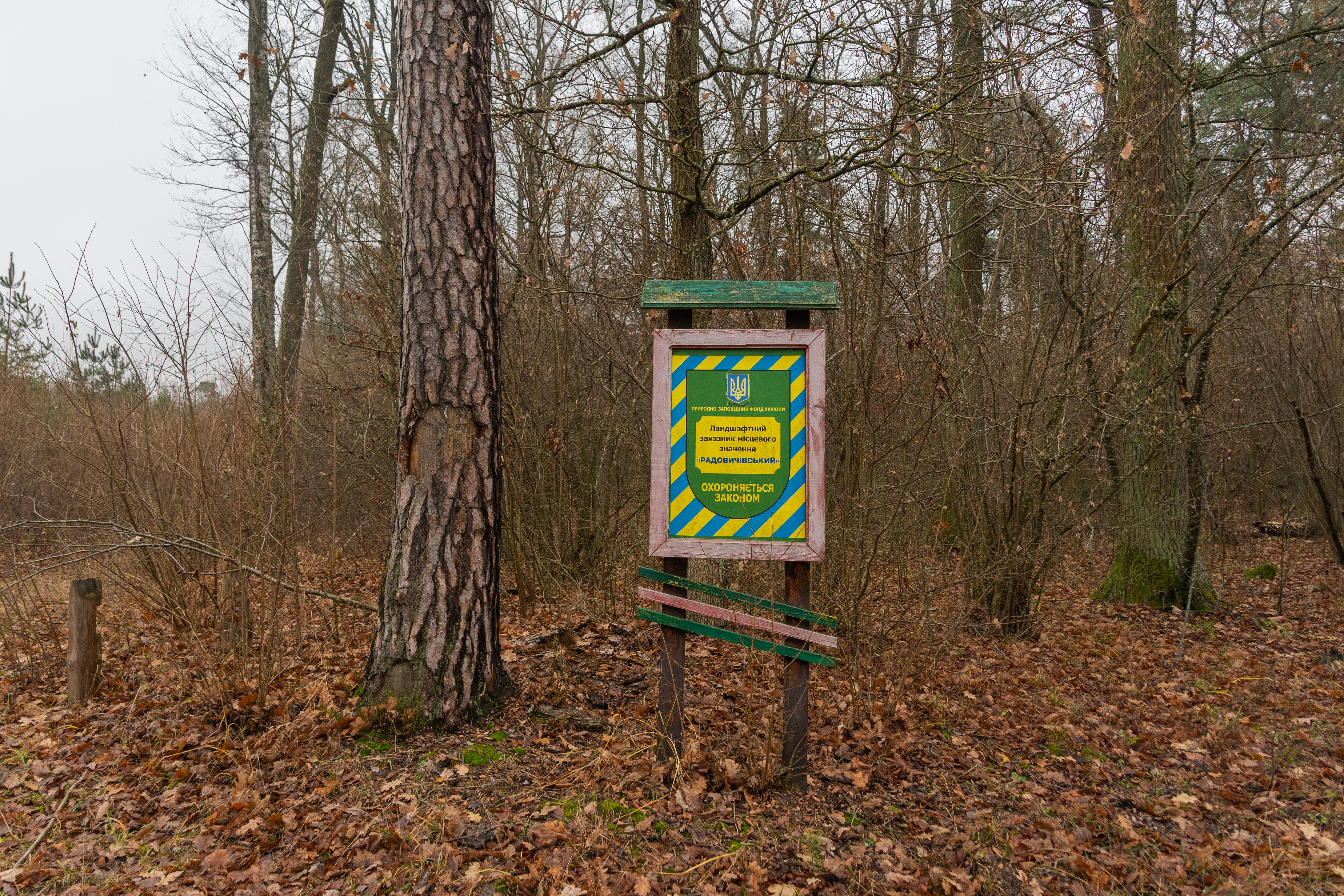
Охоронна дошка
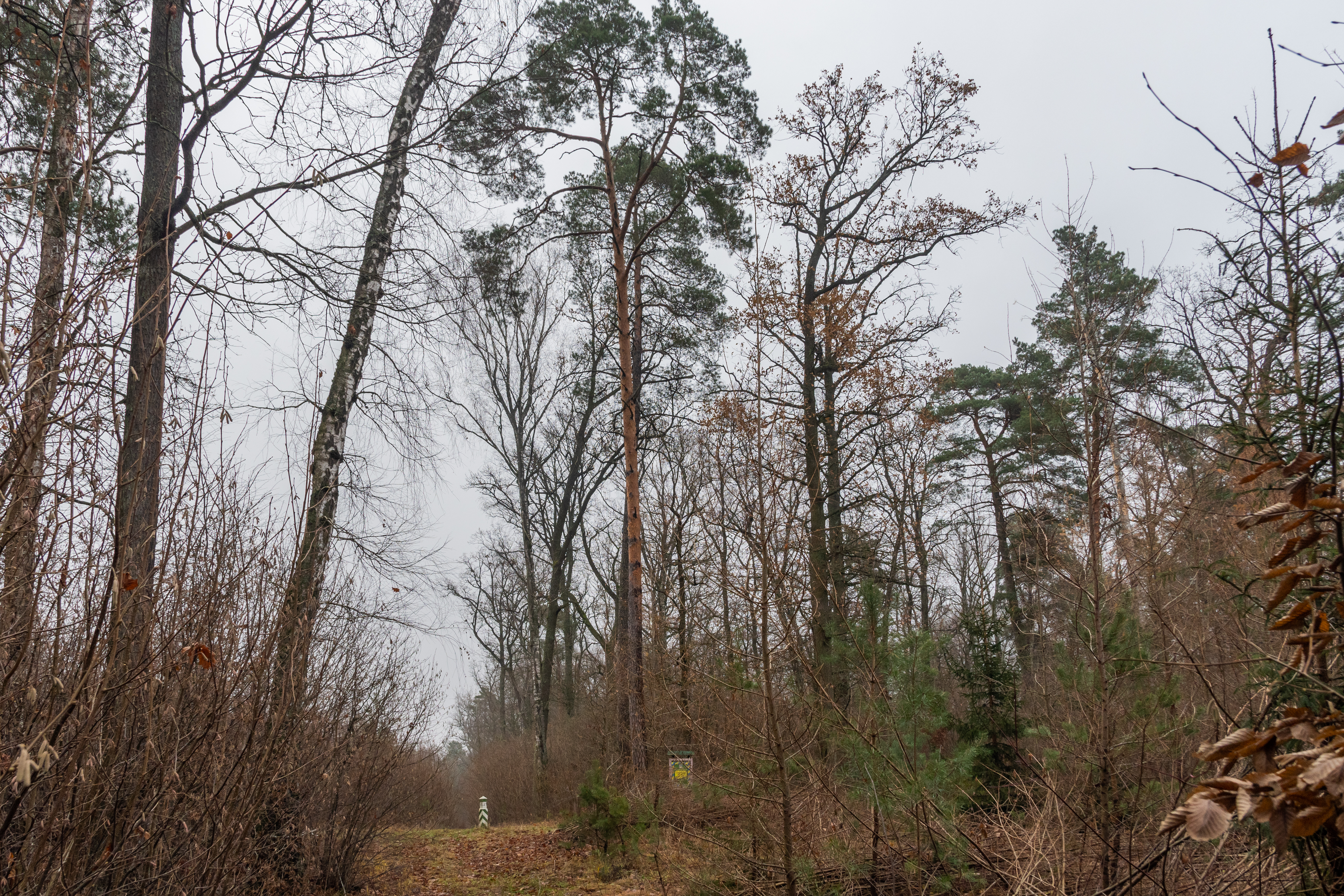
Вигляд з північного сходу
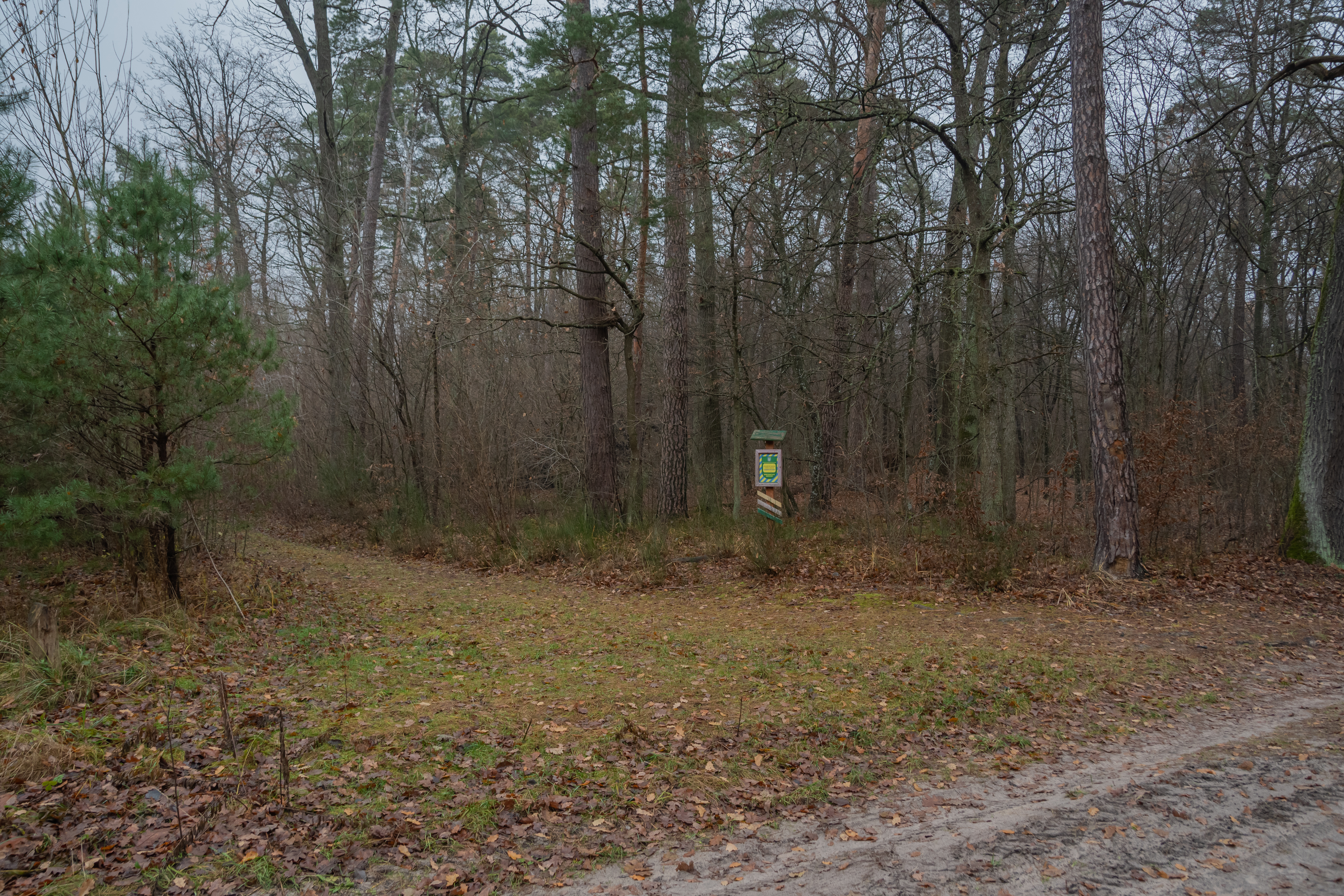
Вигляд з південного сходу
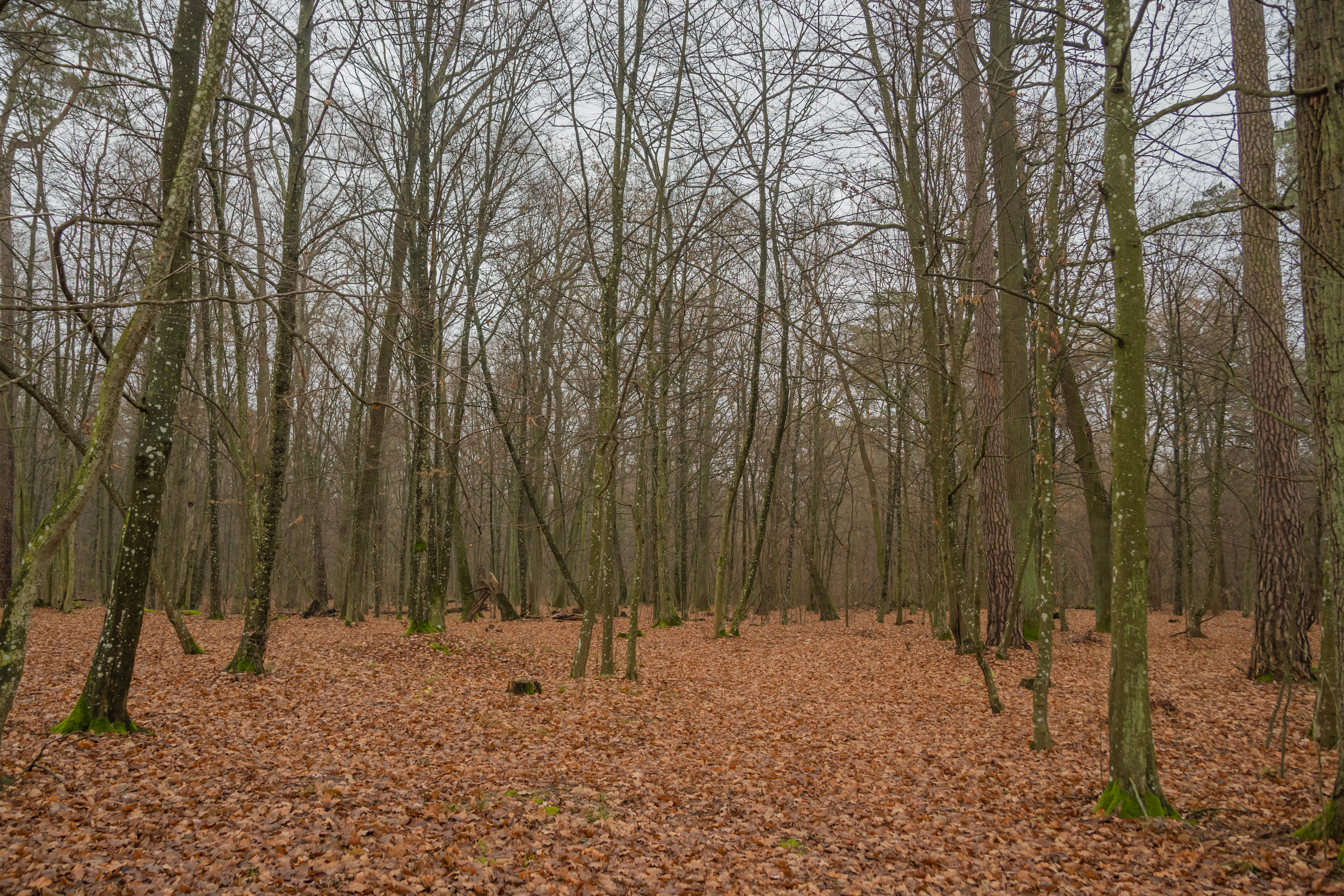
Вигляд зі сходу
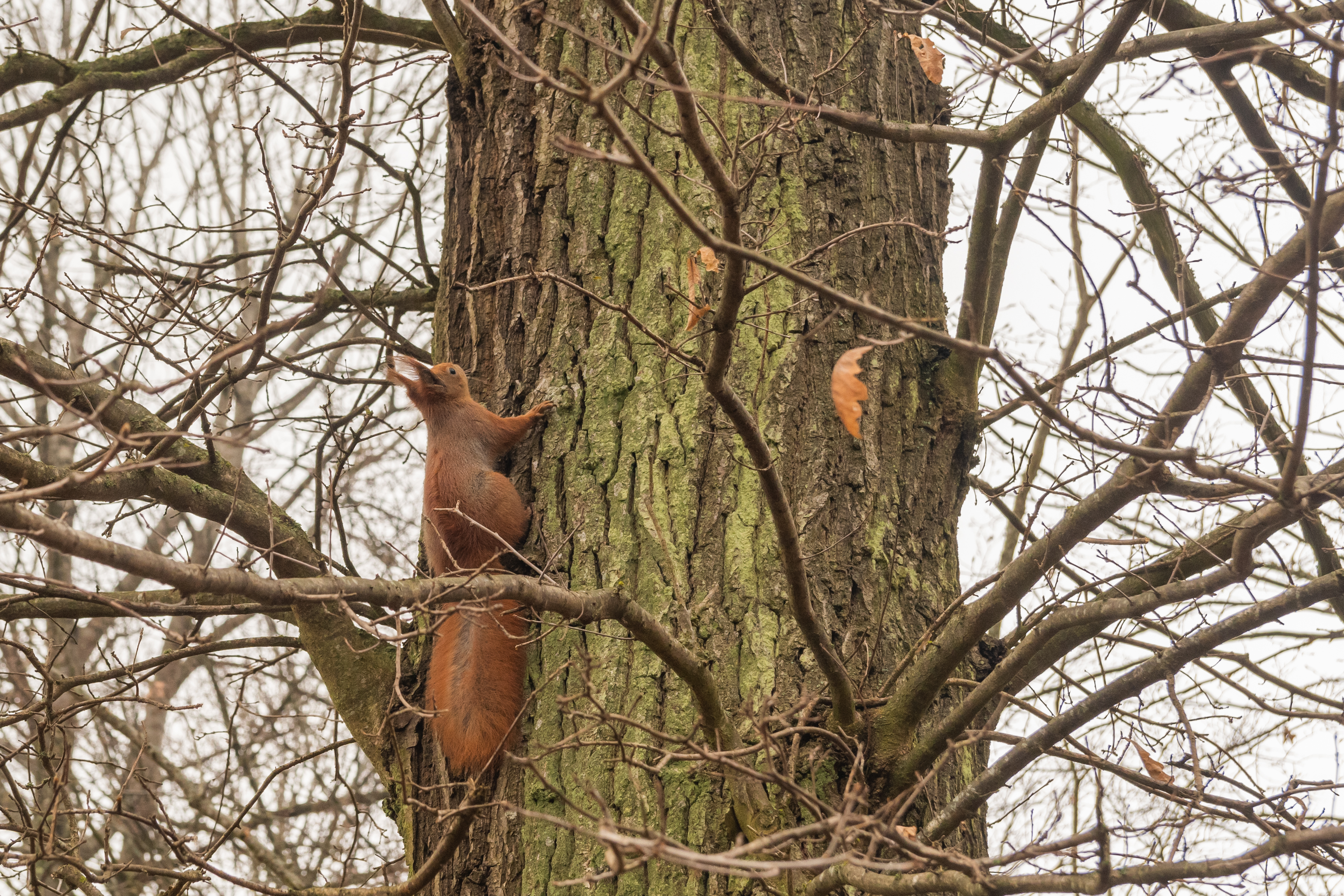
Вивірка звичайна